# ولاتکو چانچار
ولاتکو چانچار (اسلوونیایی: Vlatko Čančar؛ زادهٔ ۱۰ آوریل ۱۹۹۷) بازیکن بسکتبال اهل اسلوونی است.
وی در مسابقات کشوری و بین‌المللی در مجموع برندهٔ ۱ مدال طلا شده‌است.